# Eves Karydas
Eves Karydas, pseudonimo di Hannah Evyenia Karydas (Cairns, 20 luglio 1994), è una cantautrice australiana.

## Biografia
Nel 2014 Eves Karydas ha firmato un contratto discografico con l'etichetta Dew Process e nel 2015 si è trasferita a Londra per concentrarsi sulla sua carriera musicale. Il suo album di debutto, intitolato Summerskin, è stato pubblicato a settembre 2018 ed ha raggiunto la 75ª posizione della ARIA Albums Chart. È stato promosso dal singolo Further Than the Planes Fly, certificato disco d'oro in madrepatria. Nel 2018 ha aperto i concerti australiani della tournée di Dua Lipa, mentre l’anno seguente quelli di George Ezra. Sempre nel 2019 si è esibita al festival Yours and Owls.

## Discografia

### Album in studio
- 2018 – Summerskin

### EP
- 2009 – Fairytales
- 2011 – Write
- 2015 – Eves the Behavior

### Singoli
- 2013 – Scrutinize
- 2013 – Heavy
- 2013 – Zen
- 2015 – TV
- 2015 – Electrical
- 2015 – Girl
- 2017 – There For You
- 2018 – Further Than the Planes Fly
- 2018 – Couch
- 2018 – Damn Loyal
- 2019 – Wildest Ones
- 2020 – Complicated